# Армида (опера Люлли)
Арми́да, или Арми́да и Рено́ (фр. Armide ou Armide et Renaud) — последняя законченная опера (лирическая трагедия, или трагедия, положенная на музыку, фр. tragédie en musique) Жана Батиста Люлли. Либретто Филиппа Кино по поэме «Освобождённый Иерусалим» Торквато Тассо (песни II, V, X и XIV).
Премьера состоялась 15 февраля 1686 году в городе Париже.

## История создания
Опера была заказана в мае 1685 г. королём Людовиком XIV, который сам выбрал этот сюжет, завершив таким образом «рыцарскую» трилогию Люлли по поэме Тассо, начатую операми «Амадис» (1684) и «Роланд» (1685). Этот выбор отражает его размышления о религии и морали после смерти королевы в 1683 г. и заключённого год спустя тайного брака с мадам де Ментенон.
Впервые «Армида» была представлена в парижском Пале-Рояль, в декорациях Берэна, в присутствии Великого Дофина, 15 февраля 1686 г., с участием м-ль Лерошуа (Армида), м-ль Моро (Сидони), м-ль Дематен (Фениче), г-на Дюмениля (Рено), г-на Дюна (Идрао), г-на Фрера (Ненависть), под руководством Паскаля Коласса. Сам король, вопреки сложившейся традиции, на премьеру не пришёл.

## Действующие лица
(в порядке появления)
- Слава, аллегорический персонаж пролога (сопрано)
- Мудрость, аллегорический персонаж пролога (сопрано)
- Фениса, наперсница Армиды (сопрано)
- Сидония, Наперсница Армиды (сопрано)
- Армида, волшебница (сопрано)
- Идрао, волшебник, царь Дамаска, дядя Армиды (бас)
- Аронт, гонец (бас)
- Рено (Ринальдо), крестоносец (высокий тенор)
- Артемидор, крестоносец (тенор)
- Наяда, нимфа воды (сопрано)
- Крестьянка (сопрано)
- Демон ненависти (бас)
- Убальд, крестоносец (бас)
- Датский рыцарь (Ожье Датчанин), крестоносец (высокий тенор)
- Призрак Люсинды, возлюбленной Датского рыцара (сопрано)
- Призрак Мелиссы, возлюбленной Юбальда (сопрано)
- Счастливый влюблённый (высокий тенор)

## Синопсис

### Пролог
Слава и Мудрость соревнуются между собой, превознося достоинства Людовика XIV. После дивертисмента в честь короля богини приглашают всех на спектакль, приготовленный по его приказу: зрители увидят магов, подвиги, волшебные сады и рыцаря, отринувшего земную любовь ради вечной славы.

### Акт 1
Сидония и Фениса, наперсницы волшебницы Армиды, смущены: что может тревожить их госпожу, когда вся Палестина у её ног? Все склоняется перед её чарами и красотой, однако она печальна. — Увы, власть Армиды почти безгранична, но остался один враг, с которым даже она совладать не в силах. Самый отважный из христианских рыцарей, молодой Рено, побеждает и её воинов, и её волшебство. С тяжелым предчувствием Армида рассказывает наперсницам сон, в котором видела себя поверженной перед врагом.
Появляется союзник и дядя волшебницы, царь Дамаска. Годы гнетут его и перед смертью он хотел бы, наконец, увидеть избранника Армиды, который укрепит их дом и поможет отстоять Палестину от христиан. Армида не спешит расстаться со свободой и обещает выйти лишь за того, кто избавит её от главного врага — только победитель Рено будет её достоин.
Свита царя славит чары и красоту волшебницы, но внезапно появляется гонец с несчастливой вестью: войско Армиды возвращалось в город, ведя с собой пленных крестоносцев, когда единственный рыцарь, напав на них, освободил пленников и разбил весь отряд. «Это Рено!» — восклицает Армида. Царь и волшебница клянутся отомстить.

### Акт 2
Рено вызвал на бой оскорбившего его крестоносца, но, победив в поединке, изгнан из лагеря. Артемидор, которого герой освободил из сарацинского плена, готов сопровождать его, но Рено призывает его не покидать своего места в войске христиан: Святой земле его меч нужнее, чем изгнаннику. Сам Рено ничего не боится и готов воевать с неверными в одиночку. Друзья расходятся.
Между тем Армида и царь Дамаска готовят свою месть: с помощью колдовства они завлекут отважного крестоносца в ловушку и убьют его.
Вновь появляется Рено. Очарованный тихим сельским видом, он опускается на траву возле ручья. Под видом нимф появляются демоны, вызванные Армидой, и убаюкивают крестоносца пением. Едва герой засыпает, входит Армида; наконец, Рено в её власти. Она заносит кинжал над головой рыцаря и застывает, пораженная его красотой. В смятении, чувствуя зарождающуюся любовь, волшебница приказывает демонам перенести спящего крестоносца в свой дворец.

### Акт 3
Одна среди мрачной пустыни, Армида изливает свои чувства. Рено в её власти, более того, он любит её, но это ненастоящая любовь, вызванная её волшебством. Сама же она любит искренне и безнадежно. Появляются верные Сидония и Фениса, они призывают Армиду наслаждаться счастливой иллюзией, которая благодаря её чарам может длиться вечно, но все напрасно: волшебница решилась побороть снедающее её чувство к злейшему врагу.
Отпустив наперсниц, Армида вызывает из преисподней Демона ненависти, который соглашается ей помочь. Начинается зловещая церемония, однако в самый разгар заклятия волшебница прерывает его: она не в силах отказаться от любви, избавить её от неё можно, только лишив её сердца. Оскорбленный демон скрывается, предвещая Армиде ещё бо́льшие страдания.

### Акт 4
Желая найти исчезнувшего Рено, крестоносцы Убальд и Ожье блуждают по пустыне. На них нападают чудовища, порожденные чарами Армиды, но с помощью алмазного щита и золотого посоха, которые вручил им христианский маг, рыцари побеждают их. Внезапно местность преображается в цветущие сады. Навстречу пораженным воинам выходят их давно оставленные возлюбленные. Они уговаривают рыцарей забыть ратные подвиги, сложить оружие и предаться радостям любви. Очарованные юноши едва не поддаются искушению, но в последний момент касаются красавиц волшебным посохом, и обманчивые видения исчезают так же, как появились. Исполненные решимости, двое крестоносцев продолжают свой путь.

### Акт 5
В садах Армиды волшебница и Рено наслаждаются любовью, однако Армиду гнетет дурное предчувствие. Чтобы отвести угрозу, она собирается прибегнуть к колдовству. Рено не хочет отпускать её от себя, и чтобы развеять грусть героя, Армида приказывает духам развлекать его в свое отсутствие. Приняв облик счастливых влюбленных, духи танцуют пассакалию и поют гимн любви, но ничто не радует Рено без Армиды, он прогоняет их и остается один.
Входят проникшие в сады Убальд и Ожье. Прежде чем Рено успевает им помешать, они подносят алмазный щит к его глазам. Чары рассеиваются, Рено вспоминает себя и свой обет, а друзья уговаривают его быстрее покинуть зачарованное место. Появляется Армида, в отчаянье она умоляет любовника остаться или даже забрать её с собой как пленницу. Рено печален, но непреклонен, он должен исполнить свое предназначение.
Оставшись одна, Армида переходит от отчаяния к ярости, она готова послать демонов в погоню за Рено и уничтожить его, пока не понимает, что не в силах причинить ему вред. Опустошенная, она приказывает демонам разрушить волшебные сады и свой дворец, покидая развалины на крылатой колеснице.

## Состав оркестра и хора
Партитура Люлли представляет собой пятиголосную вертикаль, где самое важное значение играли верхняя строчка для скрипок (фр. Dessus de Violon, на премьере партию играли 8 инструментов) и нижняя строчка для виолончелей (Basse de Violon, 7 инструментов). Между ними размещались альтовые Haute-contre de Violon (2-я строка), Taille de Violon (3-я строка) и Quinte de Violon (4-я строка, по 3 инструмента на каждую партию). В отдельных местах партитуры уточняется, какие инструменты должны солировать (скрипки, флейты или фаготы). Бас континуо составлялся из виолы да Гамба, лютни (теорбы) и клавесина.
Хор на премьере 1686 г. был составлен из 11 сопрано, 5 теноров и 5 высоких теноров, а также 3 баритонов и 5 басов.

## Интересные факты
- «Армида» стала самой популярной оперой Люлли и одной из самых возобновляемых постановок французского музыкального театра в XVIII веке. В 1777 г. Христофор Виллибальд Глюк написал для Парижа одноимённую оперу на то же либретто, опустив прославляющий Людовика XIV пролог.
- В 1691 году «Армида» была исполнена в Риме, став первой французской оперой, исполненной в Италии.
- «Армида» была выбрана режиссёром Жан-Люком Годаром для работы над фильмом «Ария» 1987 г.; он, в частности, использовал фрагменты монологов Армиды из 2-го и 3-го актов и сцены с Демоном ненависти.
- Чрезвычайная популярность оперы породила большое число пародий. Так, например, в фарсе «Арлекин в кабачке» (фр. Arlequin à la guinguette), поставленном на парижской ярмарке Сен-Лоран в 1711 г., Коломбина поет куплеты, «пародируя плач Армиды о покинувшем её Рено»
- В честь героини оперы назван астероид (514) Армида, открытый в 1903 году.

## Дискография
- 1972 (избранное), дир. Жан Франсуа Пайяр, с участием Надин Сотро (Армида), Андре Маллабрера (Рено), Роже Суайе (Идрао)
- 1983 (версия с сокращенными прологом и IV актом), дир. Филипп Херревеге, с участием Ракель Йакар (Армида), Зегер Йандерстеене (Рено), Ульриха Кольда (Идрао)
- 1992 (полная версия), дир.